# Hegèsies (escultor)
Hegèsies (en llatí Hegesias, en grec antic Ἡγησίας) va ser un escultor grec que sempre es menciona juntament o amb relació amb Hègies, amb el qual de vegades s'identifica.
Llucià de Samosata l'esmenta amb connexió amb Críties i Nesiotes com a pertanyent a l'escola escultòrica antiga τῆς πα λαιᾶς ἐργασίας, amb produccions rígides i dures. Quintilià parla d'Hegèsies i de Cal·lon d'Egina i descriu el seu estil com aspre i semblant a l'estil etrusc i afegeix jam minus rigida Calamis (ja menys rígida que la de Calamis). De fet Llucià parla més aviat de la perfecció del seu estil, que anava acompanyat d'una certa rigidesa que no es va acabar sinó amb Fídies.
Va ser un artista de gran celebritat al seu temps i va viure en un període immediatament anterior a Fídies. Probablement era atenenc. Alguns historiadores pensen que és el mateix personatge que Hègies l'escultor, i de vegades s'ha pensat que Agàsies d'Efes era aquest Hegèsies. Etimològicament, Ἀγησίας, Ἡγησίας, i Ἡγίας poden ser el mateix nom, i la diferència seria perquè Agàsies n'és la forma dòrica, Hegèsies la variant jònica i Hègies la forma àtica. De fet, la relació entre Agàsies i Hegèsies no es pot establir, i sí la d'Hegèsies amb Hègies.
A Hegèsies se li atribueixen unes imatges de Càstor i Pòl·lux.